# Clarendon Cup
La Clarendon Cup est une course cycliste sur route américaine disputée à Arlington en Virginie. Créée en 1998, elle s'est appelée CSC Invitational de 2004 à 2008, du nom de son principal sponsor à cette époque, Computer Sciences Corporation (CSC). La Clarendon Cup comprend des courses masculine et féminine. Depuis 2009, elle est couplée avec la Crystal Cup pour former l'US Air Force cycling classic. Elle fait partie du National Racing Calendar.

## Palmarès

### Palmarès masculin
| Année            | Vainqueur         | Deuxième           | Troisième         |               |
| Clarendon Cup    |                   |                    |                   |               |
| ---------------- | ----------------- | ------------------ | ----------------- | ------------- |
| 1998             | Scott Molina      |                    |                   |               |
| 1999             | Todd Littlehales  | Eddy Gragus        | Jonas Carney      |               |
| 2000             | David McCook      | Jonas Carney       | Mark McCormack    |               |
| 2001             | Jans Koerts       | Gordon Fraser      | Vassili Davidenko |               |
| 2002             | Vassili Davidenko | David McCook       | Charles Dionne    |               |
| 2003             | Jonas Carney      | Viktor Rapinski    | Hayden Godfrey    |               |
| CSC Invitational |                   |                    |                   |               |
| 2004             | Lars Michaelsen   | Gordon Fraser      | Vassili Davidenko |               |
| 2005             | Iván Domínguez    | Kirk O'Bee         | Ivan Stević       |               |
| 2006             | Mark McCormack    | Karl Menzies       | Alex Candelario   |               |
| 2007             | Rahsaan Bahati    | Ivan Stević        | Hilton Clarke     |               |
| 2008             | Luca Damiani      | Dominique Rollin   | Karl Menzies      |               |
| Clarendon Cup    |                   |                    |                   |               |
| 2009             | Alejandro Borrajo | Ken Hanson         | Karl Menzies      |               |
| 2010             | Hilton Clarke     | Volodymyr Starchyk | Daniel Holt       |               |
| 2011             | Hilton Clarke     | Carlos Alzate      | Adrian Hegyvary   |               |
| 2012             | Robert Förster    | Alexey Shmidt      | Jackie Discoll    |               |
| 2013             | Aldo Ino Ilešič   | Demis Alemán       | Luis Amarán       |               |
| 2014             | Kiel Reijnen      | Jonathan Clarke    | Rubén Companioni  |               |
| 2015             | Hilton Clarke     | Karl Menzies       | Luis Amarán       |               |
| 2016             | Tyler Magner      | Carlos Alzate      | Ryan Aitcheson    |               |
| 2017             | Carlos Alzate     | John Murphy        | Adam Myerson      |               |
| 2018             | Eric Marcotte     | Philip Short       | Winston David     |               |
| 2019             | Eric Young        | Sean McElroy       | Sam Bassetti      |               |
| 2020             | pas de course     | pas de course      | pas de course     | pas de course |
| 2021             | Stephen Vogel     | Scott McGill       | Noah Granigan     |               |
| 2022             | Brendan Rhim      | Tanner Ward        | Jonathan Clarke   |               |
| 2023             | Andreas Mayr      | Daniel Summerhill  | Alexander Cowan   |               |
| 2024             | Brendan Rhim      | Marcos Méndez      | Sam Boardman      |               |
| 2025             | Matthew Bostock   | Dario Rapps        | Jim Brown         |               |

### Palmarès féminin
| Année            | Vainqueur           | Deuxième              | Troisième           |               |
| Clarendon Cup    |                     |                       |                     |               |
| ---------------- | ------------------- | --------------------- | ------------------- | ------------- |
| 1999             | Nicole Reinhart     | Laura Van Gilder      | Jennifer McRae      |               |
| 2000             | Nicole Reinhart     | Nicole Freedman       | Laura Van Gilder    |               |
| 2001             | Ina-Yoko Teutenberg | Petra Rossner         | Laura Van Gilder    |               |
| 2002             | Ina-Yoko Teutenberg | Charmian Breon        | Tina Mayolo-Pic     |               |
| 2003             | Laura Van Gilder    | Ina-Yoko Teutenberg   | Magen Long          |               |
| CSC Invitational |                     |                       |                     |               |
| 2004             | Gina Grain          | Shannon Hutchison     | Erin Carter         |               |
| 2005             | Laura Van Gilder    | Ina-Yoko Teutenberg   | Nicole Freedman     |               |
| 2006             | Tina Pic            | Laura Van Gilder      | Gina Grain          |               |
| 2007             | Laura Van Gilder    | Rebecca Larson        | Sarah Uhl           |               |
| 2008             | Catherine Cheatley  | Lara Kroepsch         | Andrea Dvorak       |               |
| Clarendon Cup    |                     |                       |                     |               |
| 2009             | Erica Allar         | Theresa Cliff-Ryan    | Nicky Wangsgard     |               |
| 2010             | Brooke Miller       | Laura Van Gilder      | Erica Allar         |               |
| 2011             | Joëlle Numainville  | Leah Kirchmann        | Lauren Hall         |               |
| 2012             | Emma Grant (en)     | Kendall Ryan          | Leah Kirchmann      |               |
| 2013             | Amanda Miller       | Allison Arensman (en) | Laura Van Gilder    |               |
| 2014             | Tina Pic            | Kendall Ryan          | Christy Keely       |               |
| 2015             | Lauren Stephens     | Coryn Rivera          | Kendall Ryan        |               |
| 2016             | Coryn Rivera        | Kendall Ryan          | Joanne Kiesanowski  |               |
| 2017             | Marlies Mejías      | Kendall Ryan          | Lizzie Williams     |               |
| 2018             | Alison Jackson      | Kendall Ryan          | Harriet Owen        |               |
| 2019             | Kendall Ryan        | Harriet Owen          | Maggie Coles-Lyster |               |
| 2020             | pas de course       | pas de course         | pas de course       | pas de course |
| 2021             | Maggie Coles-Lyster | Kendall Ryan          | Makayla MacPherson  |               |
| 2022             | Kendall Ryan        | Marlies Mejías        | Peta Mullens        |               |
| 2023             | Marlies Mejías      | Kendall Ryan          | Sarah Van Dam       |               |
| 2024             | Marlies Mejías      | Kendall Ryan          | Sarah Van Dam       |               |
| 2025             | Marlies Mejías      | Kendall Ryan          | Odette Lynch        |               |